# Watkinsonita
La watkinsonita és un mineral de la classe dels minerals sulfurs. Anomenada en honor de David Hugh Watkinson, professor de geologia de la Universitat de Carleton, Ottawa; per les seves investigacions sobre la mobilitat hidrotermal dels elements del grup del platí. És l'anàleg de coure de la litochlebita i es troba relacionada estructuralment amb la berryïta.

## Característiques
La watkinsonita és un element químic de fórmula química Cu₂PbBi₄(Se,S,Te)₈. Cristal·litza en el sistema monoclínic. La seva duresa a l'escala de Mohs és 3,5.
Segons la classificació de Nickel-Strunz, la watkinsonita pertany a «02.H - Sulfosals de l'arquetip SnS, amb Cu, Ag, Fe, Sn i Pb» juntament amb els següents minerals: friedrichita, gladita, hammarita, jaskolskiïta, krupkaïta, lindströmita, meneghinita, pekoïta, emilita, salzburgita, paarita, eclarita, giessenita, izoklakeïta, kobellita, tintinaïta, benavidesita, jamesonita, berryita, buckhornita, nagyagita, aikinita, museumita i litochlebita.

## Formació i jaciments
Va ser descrita en un dipòsit d'urani en vetes juntament amb altres tel·lururs i selenurs. S'ha descrit associada a skippenita, soucekita, claustalita, calcopirita i electra.